# Xã Byron, Quận Ogle, Illinois
Xã Byron (tiếng Anh: Byron Township) là một xã thuộc quận Ogle, tiểu bang Illinois, Hoa Kỳ. Năm 2010, dân số của xã này là 6.563 người.